# علي أباد (أرزوئية)
علي أباد (بالفارسية: علی‌آباد) هي قرية تقع في إيران في Arzuiyeh Rural District.